# Bioimpressão 3D
Bioimpressão tridimensional (3D) é a utilização de técnicas semelhantes à impressão 3D para combinar células, fatores de crescimento e / ou biomateriais para fabricar peças biomédicas, muitas vezes com o objetivo de imitar as características naturais do tecido. Geralmente, a bioimpressão 3D pode utilizar um método de camada por camada para depositar materiais conhecidos como biotinas para criar estruturas semelhantes a tecido que são posteriormente usadas em vários campos médicos e de engenharia de tecidos. A bioimpressão 3D cobre uma ampla gama de técnicas de bioimpressão e biomateriais.
Atualmente, a bioimpressão pode ser usada para imprimir tecidos e órgãos para ajudar na pesquisa de fármacos e pílulas. No entanto, as inovações abrangem desde a bioimpressão de matriz extracelular até a mistura de células com hidrogéis depositados camada por camada para produzir o tecido desejado. Além disso, a bioimpressão 3D começou a incorporar a impressão de arcabouço. Esses arcabouços podem ser usados para regenerar articulações e ligamentos.

## Processamento
A bioimpressão 3D geralmente segue três etapas, pré-bioimpressão, bioimpressão e pós-bioimpressão.

### Pré-bioimpressão
A pré-bioimpressão é o processo de criação de um modelo que a impressora criará posteriormente e de escolha dos materiais que serão usados. Um dos primeiros passos é obter uma biópsia do órgão. As tecnologias comuns usadas para a bioimpressão são a tomografia computadorizada (TC) e a ressonância magnética (MRI). Para imprimir com uma abordagem camada por camada, a reconstrução tomográfica é feita nas imagens. As imagens agora 2D são enviadas para a impressora para serem impressas. Depois que a imagem é criada, certas células são isoladas e multiplicadas. Essas células são misturadas com um material liquefeito especial que fornece oxigênio e outros nutrientes para mantê-las vivas. Em alguns processos, as células são encapsuladas em esferóides celulares de 500 μm de diâmetro.

## Principais Técnicas Utilizadas
Ink Jet
Inkjet é um processo de manufatura aditiva que utiliza tecnologia semelhante à impressão de documentos, com a exceção do material usado, em vez de tinta, são usados materiais líquidos ou pastosos. A deposição destes materiais é feita por camadas sucessivas, solidificando cada camada antes da aplicação da próxima.
A técnica pode ser utilizada não só para imprimir materiais biológicos, mas também materiais convencionais.
Microextrusão
Na micro extrusão, ocorre a deposição de materiais viscosos ou pastosos, como polímeros, termoplásticos ou biomateriais. Esta deposição dá-se através de um bico extrusor, que expele o material criando camadas à medida que se move.
Laser - Assisted
A deposição assistida por laser tem como base o uso de um feixe de laser para a solidificação de materiais em pó ou líquidos. A técnica pode ser usada para depositar materiais como pós metálicos, polímeros fotossensíveis ou resinas líquidas. Durante a deposição, o feixe de laser é controlado de forma precisa, atingindo áreas especificas da camada de material, fundindo-as (pós metálicos) ou fotoinduzindo reações químicas (polímeros fotossensíveis e resinas liquidas), levando à geração de camadas.

## Principais Aplicações
Bioimpressão 3D para transplantes de órgãos 
A tecnologia de bioimpressão 3D tem tido um notável progresso na criação de estruturas celulares vivas espessas, configurando-se como um estágio intermediário em direção à complexidade a nível de órgão. Apesar das limitações inerentes à biologia e engenharia, a bioimpressão emerge como uma promissora abordagem na impressão de órgãos inteiros, caracterizados por um arranjo hierárquico excecional de células e pela construção de blocos de tecido em um ambiente tridimensional.
No processo de impressão de tecidos vivos, as células são obtidas a partir de células-tronco provenientes de pacientes, sendo cultivadas em uma biotinta. Estes elementos são então mantidos juntos por meio de um gel ou estrutura solúvel, capazes de sustentar as células e moldá-las na configuração desejada, visando alcançar a função almejada.
Nos últimos anos, tem-se reportado a construção de diversos tipos de tecidos espessos com diferentes formas, com o objetivo de imprimir órgãos inteiros ou partes do corpo para transplante. A colheita de células-tronco de um destinatário de transplante possibilita contornar complicações associadas aos transplantes de órgãos, como as longas esperas por um doador ou a rejeição imunológica do órgão transplantado.
Recentemente, diversos avanços na bioimpressão de tecidos 3D têm sido demonstrados, abrangendo a criação de estruturas a nível de órgãos, tais como ossos, córnea, cartilagem e coração. Entre os vários tecidos humanos, a pele tem sido objeto de intensa investigação, com o propósito de desenvolver uma substituição para pele danificada (por exemplo, por queimaduras) e para fins de cicatrização de feridas e tratamento de úlceras cutâneas.
Bioimpressão 3D de modelos de órgãos para descoberta de medicamentos 
A atual abordagem na comunidade de pesquisa médica translacional visa prioritariamente a investigação de fatores e condições humanas complexas, em detrimento da dependência em modelos animais.
A técnica de bioimpressão surge como uma promissora solução para a criação de estruturas e ambientes biomiméticos, propiciando interações celulares in vivo e uma matriz celular com vascularização de alta resolução. Os tecidos bioimpressos representariam ferramentas poderosas para estabelecer modelos in vitro fisiologicamente relevantes de órgãos humanos, essenciais para ensaios de toxicidade de fármacos e modelagem de doenças que reproduzam de maneira fiel os complexos aspectos fisiológicos humanos.
É importante ressaltar que a bioimpressão organotípica, geralmente, requer um elevado número de células de tipos diversos para alcançar a constituição de tecidos heterotípicos fisiologicamente relevantes, tornando-se uma abordagem dispendiosa para ensaios em larga escala e de alto rendimento. Adicionalmente, a ausência de uma vascularização de alta resolução, capaz de garantir a viabilidade a longo prazo, pode propiciar o desenvolvimento de um ambiente hipóxico no tecido produzido, devido à limitada difusão de nutrientes celulares no núcleo tecidual.
In situ Bioimpressão 
Outro género de aplicação desta tecnologia, reside na capacidade de regenerar tecidos diretamente no local desejado do corpo, como em feridas crônicas na pele ou defeitos ósseos. Por meio de imagens médicas, a topologia do tecido a ser impresso pode ser meticulosamente projetada para se ajustar às características das feridas ou defeitos. Dessa forma, estruturas celulares heterotípicas, hidrogéis e fatores solúveis podem ser depositados com precisão dentro desses locais. Esta abordagem, conhecida como bioimpressão in situ ou bioimpressão intraoperatória, tem o potencial de minimizar a lacuna entre as interfaces implante-hospedeiro, proporcionando estruturas bem definidas nas áreas de topografias irregulares durante o processo de cicatrização. Isso pode eficientemente recrutar células desejadas dos tecidos circundantes, aproveitando o corpo do paciente como um biorreator natural.
Bioimpressão 3D para carnes sem animais 
Devido às preocupações ambientais que as proteínas animais provocam, diversos investigadores estão a propor uma transição em direção a fontes de carne mais sustentáveis, como a produção de carne in vitro.

A produção de carne in vitro oferece uma abordagem segura para atender à crescente demanda por proteínas, sem a necessidade de sacrifício de animais e com a redução do impacto dos problemas mencionados anteriormente. No entanto, a viabilidade comercial dessa abordagem no futuro imediato pode ser limitada devido aos elevados custos de produção e à possível resistência do público, conhecida como "neofobia", em relação a essa tecnologia.